# Jaroslav Šlauf
Jaroslav Šlauf (30. září 1925 Zdemyslice – ?) byl 21. blovický starosta v letech 1957–1960.
Jaroslav Šlauf se narodil 30. září 1925 ve Zdemyslicích otci Antonínovi, soustružníkovi v plzeňské Škodovce. Po absolvování měšťanské školy v Blovicích se vyučil mechanikem. V roce 1944 byl totálně nasazen právě ve Škodovce. V roce 1950 se oženil s Boženou, rozenou Šustrovou, se kterou měl dvě děti: Jaroslavu (* 1951) a Evu (* 1955).
V roce 1957 absolvoval při práci střední průmyslovou školu, o šest let později i maturitní nástavbu; v roce 1974 pak pražský Institut průmyslové výstavby.

## Politická činnost
Členem Komunistické strany Československa se stal v roce 1950. V roce 1951 byl kooptován na člena blovického národního výboru, kde setrval až do roku 1986 (kromě volebního období 1976–1981). Na ustanovující schůzi MěNV Blovice 28. května 1957 byl jednomyslně zvolen předsedou a nahradil tak Vojtěcha Lokajíčka. Nebyl však uvolněným předsedou a stále tak pracoval jako mechanik. Za jeho mandátu bylo založeno JZD Blovice a postavena nová hasičská zbrojnice. Na pozici předsedy národního výboru ho vystřídal 24. června 1960 Václav Tampa.